# 送襟絞
送襟絞（おくりえりじめ）は、柔道の固技で絞技12本の1つである。講道館、国際柔道連盟 (IJF) における正式名。絞技の中では基本的な技とされる。着衣格闘技で使用される技である。IJF略号OEJ。

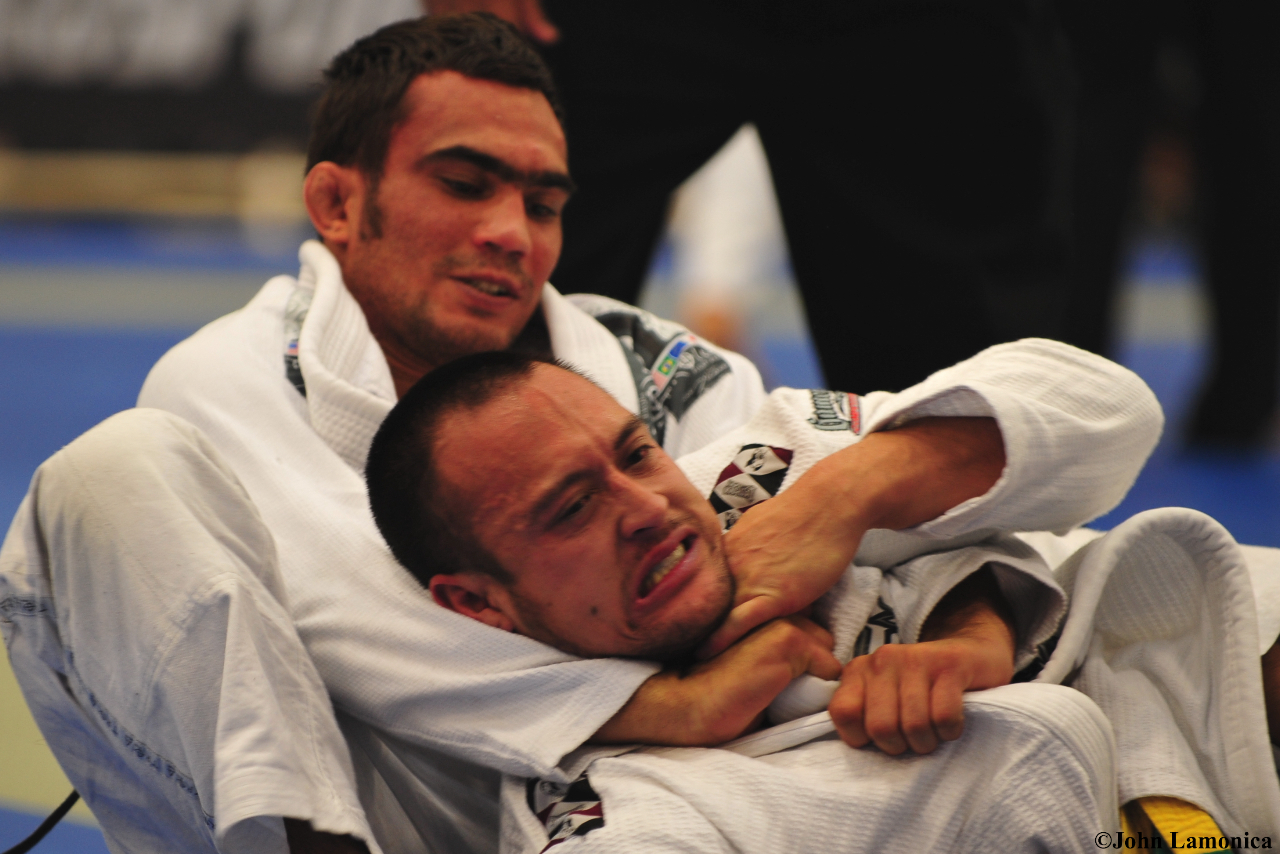
2009 パン・アメリカン柔術選手権大会で背後からの送襟絞を仕掛けるブラジリアン柔術黒帯ルーカス・ライト

## 概要
基本形で右手で相手の首を絞める場合。まず、背後から両脚で相手の下半身を制しながら左手で相手左腋の下から手を差し入れ相手左襟を下へ引き、襟の弛みをなくす。次に右手を首に回し弛みをなくした左襟をなるべく深く握る。最後に、左手を右襟に持ち替え、下に引きながら右手の手首を返して絞める。もしくは、両腕を伸ばして、絞める。
試合ではよく見られる例として、背負投や一本背負投を掛け背後を見せた相手に対してその技を潰し送襟絞に攻めるケースがある。

## 変化
映像資料『講道館柔道 固技 分類と名称』（講道館）では縦四方固から片腋下で相手の頭を抱え、その腕で相手の襟を持つ絞技が送襟絞として紹介されている。
相手の左からの横四方固からの送襟絞としては右腕を相手の後頭部の下を通して相手の左前襟を持って絞める。左腕は相手の左脚を外からまたは内から抱える。外から抱える場合、相手の右襟を持って基本形の様な両手の使い方で絞めることもある。

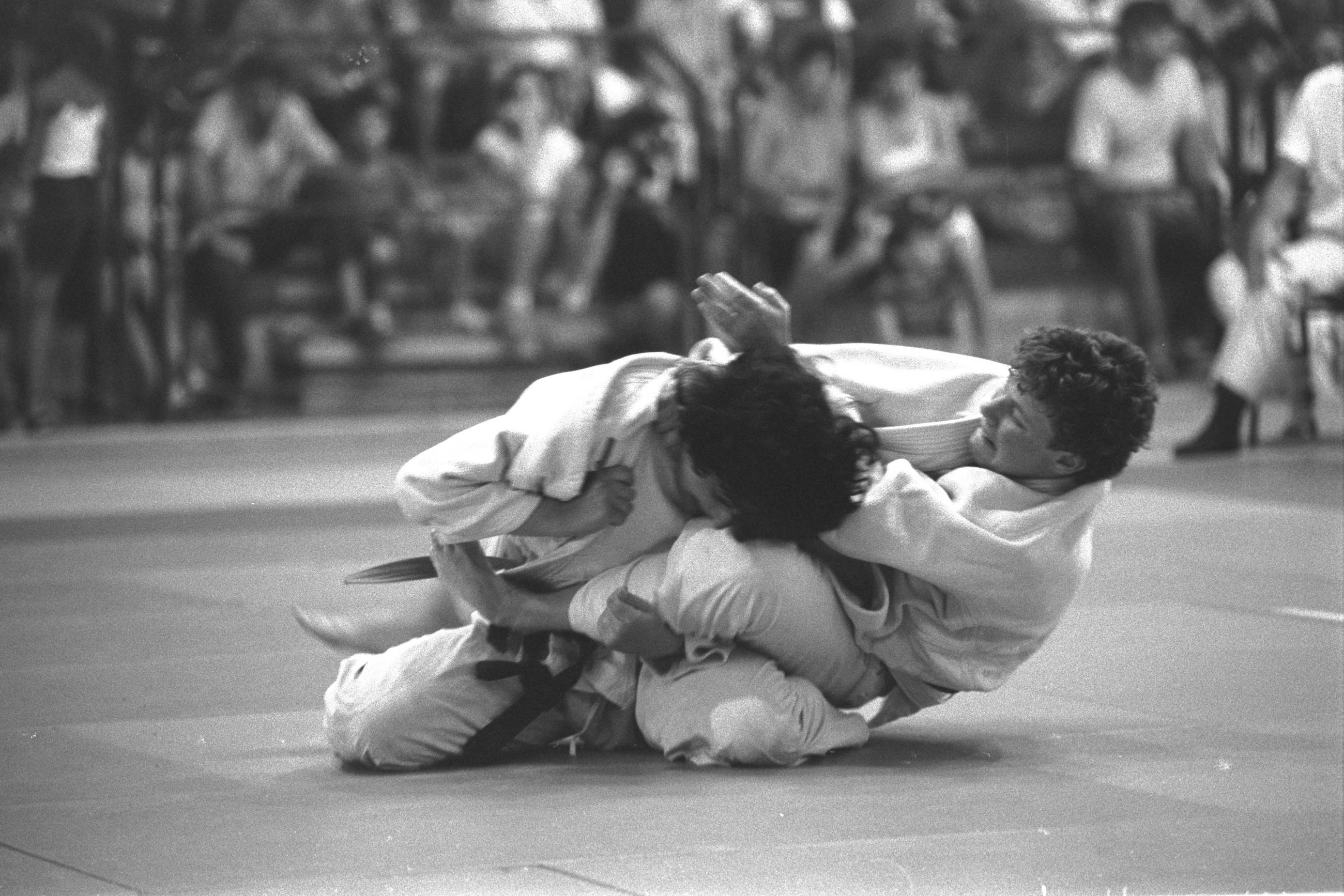
相手の後頭部を手刀で抑えながらの送襟絞

相手の後頭部を手刀で抑えながらの送襟絞もある。
亀姿勢の相手の右側から右手で相手の左襟を取り、左手で相手の左脚を取り、右脚を相手の後頭部に掛け、左膝で相手の背を抑えての絞技をIJFは送襟絞と発表している。
試合での実例
- グランプリ・ブダペスト2018女子57 kg級準々決勝戦

×出口クリスタ（カナダ）　（1:42 送襟絞 (IJF) ）　ラファエラ・シルバ（ブラジル）○
片手絞の一種カントチョークにも似ている。

### 地獄絞
地獄絞（じごくじめ）は相手の片腕に両脚または片脚をかけ制して絞める送襟絞。東京大学柔道部で中堅をつとめた星崎治名はこの技は従来、講道館にはなく高専柔道から生まれ出た技であることを1934年の自著で強調している。両腕の使い方を原形の送襟絞と同様にして絞める場合や片羽絞の様に絞める場合などがある。書籍『柔道 絞め技入門』では両腕の使い方を片羽絞の様に絞める場合は片羽絞に分類している。一方、映像資料『講道館柔道 固技 分類と名称』（講道館）ではこれも送襟絞に分類している。両腕の使い方を片羽絞の様に絞める地獄絞の画像は英語版で見ることができる。柔道家の神田久太郎は研究か工夫した技に挙げている。別名横転絞（おうてんじめ）、地獄攻め（じごくぜめ）、かかし。
柔道家の尾形源治は1930年の書籍『柔道神髄』でこの技と崩横四方固の一種を合せて両所攻（りょうしょぜめ）と呼んでいる。
他に地獄絞スタイルの裸絞である「門脇スペシャル」もある。

#### 脚掛地獄絞
脚掛地獄絞（あしかけじごくじめ）は相手の左腕を右脚のみを掛けて制し、左手で親指を中にして相手の左襟を持ち、左脚を相手の頭部に掛けて絞める地獄絞である。

### 腰絞
腰絞（こしじめ）はうつ伏せの相手を絞める送襟絞。国際柔道連盟では技の分類を制定した1995年9月の分類では送襟絞とは別の技とした。1998年2月、講道館の分類に合わせる形で送襟絞に包含された。

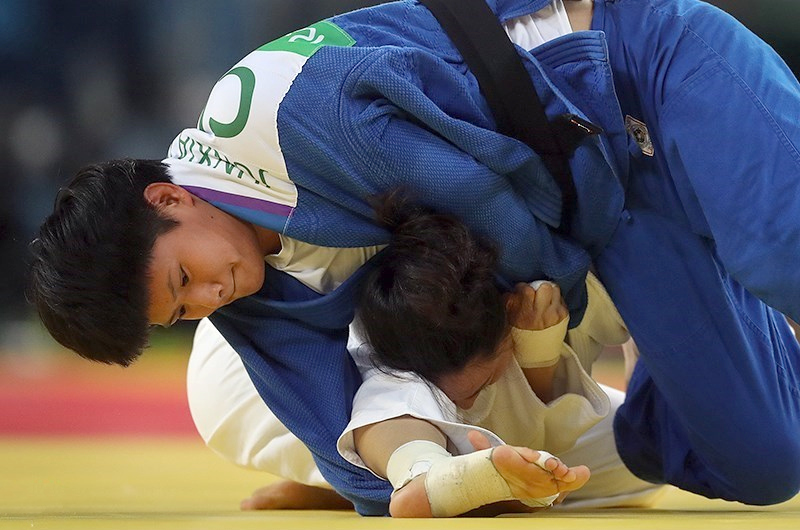
リオデジャネイロオリンピック柔道女子での相手の片脚を外側から掴んだ形の横絞を試みる楊俊霞

#### 横絞
横絞（よこじめ）は亀姿勢の相手の横について絞める腰絞。試合で極まるほとんどの腰絞は横絞である。上から回り込みながら絞める事が多い。
ブラジリアン柔術ではアナログ時計の針のように両者が回りながら絞めることが多いのでクロックチョーク (clock choke) と呼ばれる。
両腕の使い方を原形の送襟絞と同様にして絞める場合が多いが片手絞の様に相手の脚を内側か外側から掴んだり、下穿きの裾を掴んだり、片腕を相手の片腕に絡めながら手首を掴んで制したり、片肘を相手の自分側またはその反対側の側頭部に当てたりしながら絞めたりする場合も送襟絞に包含される。別名横送襟絞（よこおくりえりじめ）。
試合での実例
- 2017年全日本柔道選手権男子無差別級3回戦

×原沢久喜（JRA）　（0:38 送襟絞）　百瀬優（旭化成）○　
原沢はこの技で絞め落とされ敗れた。
- グランドスラム・バクー2019女子48 kg級2回戦

×近藤亜美（日本）　（0:37 片手絞 (AJJF) 、送襟絞 (IJF) ）　ガブリエラ・チバナ（ブラジル）○
全柔連は片手絞としているが実際は送襟絞の一種横絞である。近藤は絞め落とされた。

#### 帯絞
帯絞（おびじめ）は亀姿勢の相手の横に着いて相手の後ろ帯を持っての腰絞。相手の左側について右手で相手の後ろ帯を持ち、左手で相手の右横襟を持って絞める。

#### 柏崎絞
柏崎絞（かしわざきじめ）は四つんばいのの相手にガードポジションから左手で相手の左襟を持ち右手で相手の後帯を取って右上腕で相手の後頭部を抑え絞める腰絞。上になって縦四方固になりイタチ絞に連絡することもできる。柏崎克彦は共著の書籍『柔道絞め技入門』では片手絞、自著の書籍『寝技で勝つ柔道』では送襟絞としている。

#### 俵絞
俵絞（たわらじめ）はうつ伏せの相手の頭のほうから覆いかぶさるがぶりの体勢から送襟絞をかける腰絞。相手をうつ伏せのまま極める場合、相手もろとも横転して仰向けになって極める場合もあれば、自らガードポジションになって極める場合もある。

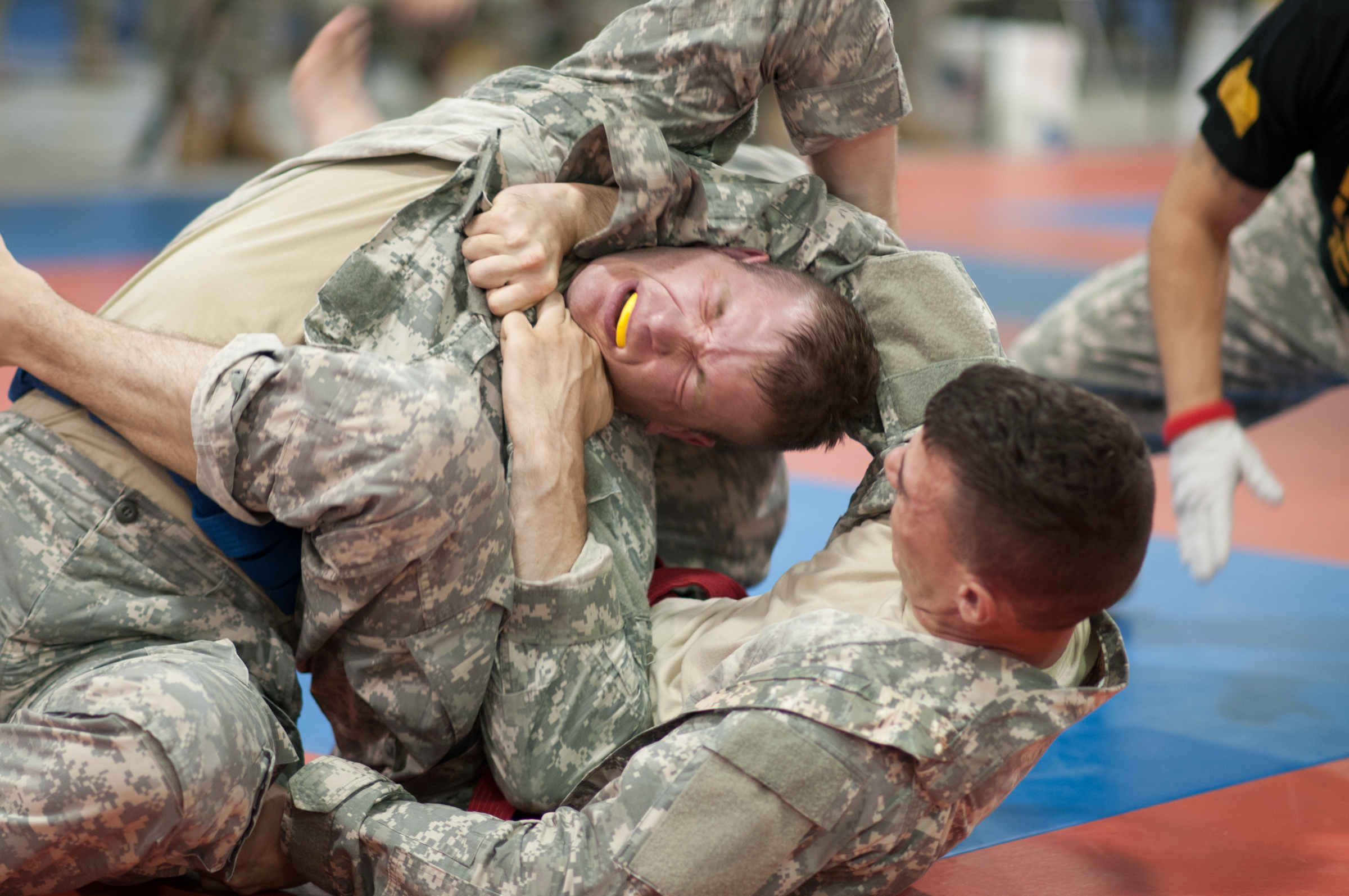
2013年、米陸軍予備役の格闘技大会での回転式送襟絞

### 回転式送襟絞

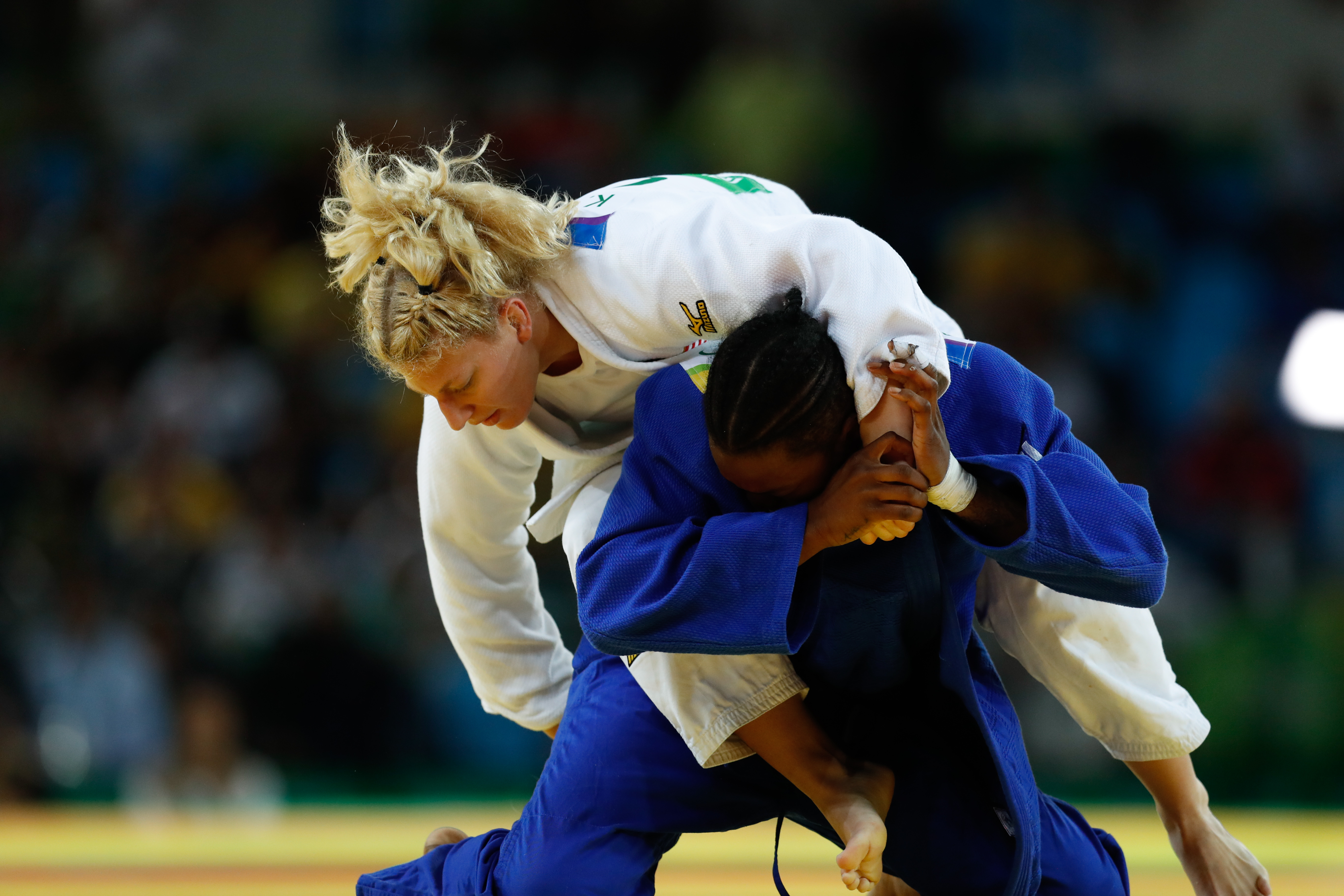
リオデジャネイロオリンピック柔道女子78 kg級決勝戦で回転式送襟絞を仕掛けるケイラ・ハリソン（白）。この後、腕挫十字固に切り替え「参った」をとり優勝している。

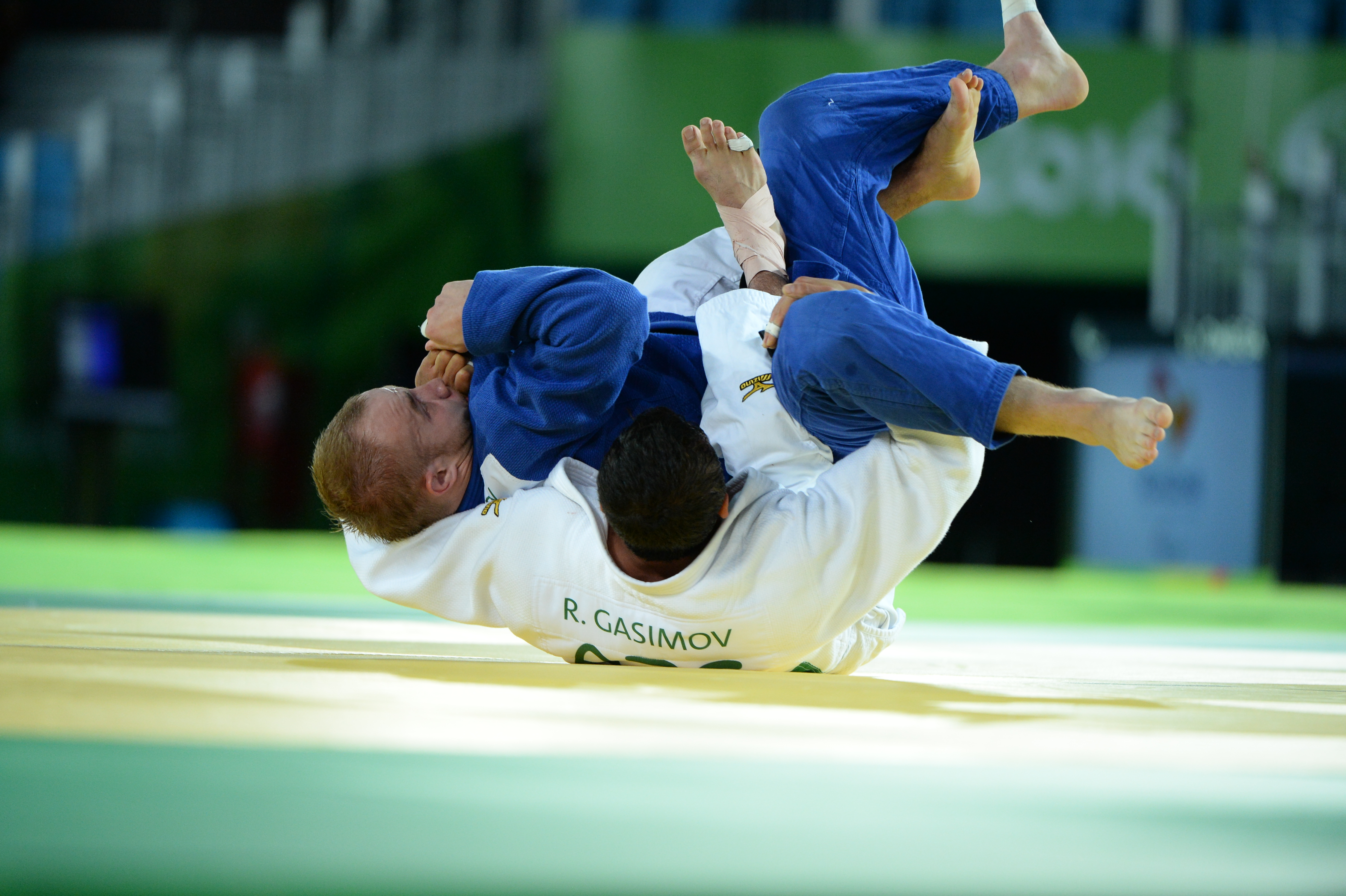
回転式送襟絞が極る一歩手前。取りは白柔道着のガシモフ。リオデジャネイロパラリンピック柔道男子73 kg級 対ソロベイ戦

回転式送襟絞（かいてんしきおくりえりじめ)は前述の四つんばいの相手にバックグラブから回転して極める送襟絞。相手の横側に前転し、相手を横転させて絞める。右手で相手の左前襟を取り、左手で相手の左脚を抱えたり、左下穿きを取り、左脚または両脚で相手の胴を制する。四つんばいの相手の背後についてバックグラブから回転しないで極める場合もある。ブラジリアン柔術でいうところのボウアンドアローチョーク。別名回転送襟絞（かいてんおくりえりじめ)、ズボンチョーク、弓矢絞。
試合での実例
- 2014年アジア競技大会柔道女子団体決勝戦52 kg級

×中村美里（日本）　（送襟絞 (AJJF) ）　チョン・ウンジョン（韓国）○
チョン・ウンジョンは回転式送襟絞を仕掛けたが回りきらまま絞め続けた。タイムアップとなったが、ビデオ判定で中村が落ちたとされ、一本勝ちとなった。
- 世界柔道選手権2015アスタナ大会男子66 kg級1回戦

○海老沼匡（日本）　（1:46 片手絞 (AJJF) ）　ディオゴ・セザール（ポルトガル）×
- グランプリ・デュッセルドルフ2017男子100 kg級決勝戦

×ウルフ・アロン（日本）　（0:35 送襟絞 (IJF) 、片手絞 (AJJF) ）　トマ・ニキフォロフ（ベルギー）○
- 平成30年度講道館杯全日本柔道体重別選手権大会女子48 kg級準決勝戦

○古賀若菜（南筑高校2年）　（2:01 片手絞）　山崎珠美（自衛隊体育学校）×
- グランプリ・フフホト2018男子66 kg級3回戦

○丸山城志郎（日本）　（3:43 送襟絞（IJF)、送襟締〔ママ〕 (AJJF) ）　デニス・ジュラキク（セルビア）×
- 2018年世界柔道選手権大会バクー女子63 kg級3回戦

○田代未来（日本）　（1:42 送襟絞（IJF)、片手絞（AJJF)）　ステファニー・トレンブレイ（カナダ）×
- グランドスラム・デュッセルドルフ2019男子66 kg級準決勝戦

○丸山城志郎（日本）　（1:29 送襟締〔ママ〕 (AJJF) 、送襟絞（近代柔道））　デニス・ビエル（モルドバ）×

#### 足片羽絞
足片羽絞（あしかたはじめ）は相手の片脚を抱えた腕の手で片羽絞の様に相手の後頭部を抑えて絞める回転式送襟絞。

#### 分類問題
回転式送襟絞を送襟絞に分類するか、片手絞に分類するかで柔道界で混乱が生じている。
上述のように試合での決技も送襟絞になったり、片手絞になったりしている。書籍『柔道絞め技入門』（柏崎克彦、小室宏二著）では送襟絞の一種だとして、初版では表紙カバーに柏崎克彦がこの技で受け役を絞める画像が掲載されている。Webサイト「柔道チャンネル」ではこの技は片手絞の一種だとして、イラストも掲載されている。この技は2010年代の柔道では最頻発の絞技だが「IJFレフェリング・アンド・コーチング・セミナー2018」でプレゼンテーションされた2016年2017年一本決技頻度トップ10に入った絞技は両年とも送襟絞のみだった。また、上述のように講道館特別後援の講道館杯でこの技を片手絞と発表している。
雑誌『近代柔道』は2019年2月号では回転式送襟絞を「片手絞め」と称して複数ページにわたって技術特集している。一方、2019年4月号では上述のようにグランドスラム・デュッセルドルフ2019での丸山城志郎がこの技で勝った際の決技を「送襟絞」と報じている。
柔道家の小室宏二が講道館に問い合わせたところ「送襟絞」とのこと。

### 片手巻絞
片手巻絞（かたてまきじめ）は送襟絞の一種。立ち姿勢から右腋下で相手の頭を抱え、右手で相手の右前襟を持ち、左手で内無双の形で相手の右内腿を抑え、体全体で前に推すようにして相手の首を絞める。またはがぶりの体勢から右腋下で相手の頭を抱え、右手で相手の右前襟を持ち、相手を押し込んで座らせ左腕で相手の右脚を掬って絞める。
左腕は相手の右腕を掬ってシングルチキンウィングに制するこの片手巻絞に似た絞技もある。
同名の絞め技として相手の正面から右腕を相手の後頭部から回して相手の左襟を取って絞めるものもある。左手で相手の右腕または左腕を制してもよい。相手の背後から右手で相手の左襟をとり左側に自分だけ横転し相手の正面に回って絞める方法もある。
試合での実例
- グランドスラム・東京2017女子78 kg級決勝戦

○浜田尚理（日本）　（03:40 送襟絞）　フーシェ・ステーンハイス（オランダ）×

### ねずみとり
ねずみとりはがぶりの姿勢から右手で相手の右襟をつかみ、相手の右から半回転横転して崩上四方固の下に潜り込んで左手で相手の背中の上衣などを掴んでの絞技。奥田義郎の得意技。岡野功は横転する際、空いた腕で相手の片腕を巻き込みながらの手法を得意とした。1964年東京オリンピックで岡野が極めた際の記録は「送襟絞」。
試合での実例
- 1964年東京オリンピック柔道競技中量級決勝トーナメント1回戦

○岡野功（日本・中央大学）（1:15 送襟絞）リオネル・グロッサン（フランス）×
10月21日、岡野は下に潜り込んだが極めきらず、いったん両手でグロッサンの右襟を持って上になってまた左手を相手の背中の上衣に持ち替えグロッサンを絞め落とした。

### 小手絞
小手絞（こてじめ）はがぶりの姿勢やシッティングガードポジションやうつ伏せの相手の頭部が股間付近にある姿勢から右手で相手の右襟をとり、左手首または左前腕で相手の後頭部を抑えながら自らの右前腕部の下に左手を手の甲が接触するように差し込んで絞める絞技。左手首を反らして絞める。小室宏二は自著『柔道 固技教本』（晋遊舎）では片羽絞、共著『柔道絞め技入門』では送襟絞の一種であるとしている。別名腕絞り（うでしぼり）、ポケット絞（ポケットじめ）、後片羽絞（うしろかたはじめ）。
試合での実例
- 2017年世界柔道選手権大会ブダペスト女子57 kg級3回戦

○エレーヌ・ルスボー（フランス）　（1:49 送襟絞）　チ・ユンソ（韓国）×

### 腕絞
腕絞（うでじめ）は左手で相手の左前襟と右腕を相手の後頭部を回して右手で自身の左手首を掴んで左小指を相手の喉にあてての絞技。小手絞に似た技。

### 逆送襟
逆送襟（ぎゃくおくりえり）はがぶりの姿勢から左上腕部を受の左側頭部に当て左手で右横襟を取り、右手で受の左腋下を通して左前襟を持っての絞め技。

### 手足絞
手足絞は柔道家で第18代農林大臣の内田信也が得意とした変形の送襟絞。

## 得意とした選手
通算528勝、203連勝を記録した山下泰裕は後に振り返って、自分の固技の軸は送襟絞であったと述べている。実際、この連勝記録の中で決まり技が分っている一本勝ち164勝のうち19勝を送襟絞で上げている。山下は基本形や横絞を得意とした。また、送襟絞から変化して横四方固に抑えるなど連絡技の起点としても機能していた。山下は自分の太い腕、大きな手で送襟絞を得意とする選手は珍しいとしながらも、自分の重い体重をうまく利用することがポイントであると述べている。